# Portret van père Tanguy
Portret van père Tanguy is een van de drie portretten die Vincent van Gogh kort na zijn aankomst in Parijs, in 1886-1887, schilderde van verfhandelaar en kunstverzamelaar Julien Tanguy. De drie schilderijen tonen de snelle progressie die zijn werk in die periode te zien gaf, van een sobere, donkere Hollandse stijl richting een kleurig, licht impressionisme, met invloeden van het japonisme. Het hiernaast afgebeelde portret van Tanguy bevindt zich in het Musée Rodin te Parijs.

## Van Gogh in Parijs
In 1886 verliet Van Gogh Nederland, om er niet meer terug te keren. Hij verhuisde naar Parijs en trok in bij zijn broer Theo, die in Montmartre als kunsthandelaar werkzaam was. Spoedig na zijn aankomst maakte hij kennis met tal van grote impressionisten uit die tijd, onder wie Camille Pissarro, Henri Toulouse-Lautrec, Paul Gauguin, Émile Bernard en Paul Signac. Hij was erg onder de indruk van hun werken. Ook Japanse prentmakers, zoals Hiroshige, zouden hem sterk beïnvloeden. Al snel waren deze invloeden ook in zijn eigen werk terug te zien.

## Julien Tanguy
Julien Tanguy, door iedereen 'père Tanguy' genoemd, had te Montmartre een winkel in verfmaterialen, die in de jaren 1880 door veel Parijse kunstschilders werd bezocht. Voor zowel de Barbizon-schilders als de impressionisten was zijn zaak tot een soort van instituut geworden. Hij was vaak de enige bij wie verarmde kunstenaars nog materialen konden krijgen, omdat hij hun schilderijen als betaling aanvaardde. Zo groeide hij tevens uit tot een belangrijk kunsthandelaar en staat hij onder meer bekend als de eerste verzamelaar van het werk van Paul Cézanne. Zijn winkel werd een ontmoetingsplaats voor met name impressionistische schilders en een expositieruimte voor hun schilderijen. Door zijn goedhartige persoonlijkheid werd hij in veel gevallen een vriend van zijn klanten, en voor sommigen zelfs een soort van vaderfiguur, waaraan hij zijn bijnaam dankte.

## De portretten
| |  |  |
| Links: eerste portret (winter 1886-1887, 65 cm × 51); rechts: derde portret (eind 1887, 65 cm × 51 cm) |  |  |

Van Gogh schilderde tussen eind 1886 en eind 1887 drie verschillende portretten van Tanguy.
Het eerste portret, geschilderd eind 1886, is somber van sfeer, met een overwegend bruine toonzetting die ook zijn eerdere Hollandse werken kenmerkte. Tanguy lijkt er eerder een werkman dan een kunsthandelaar.
Zijn tweede portret, geschilderd tijdens een zitting van niet veel meer dan een half uur, is het bekendste en artistiek meest interessante van de drie, met name als overgangswerk. Tanguy wordt frontaal geportretteerd, met de handen over elkaar: een pose die Van Gogh eerder in het werk van Rembrandt had gezien. De muur achter Tanguy is bedekt met Japanse houtsneden (ukiyo-e), die hij deels goedkoop bij Tanguy en kunsthandelaar Siegfried Bing had gekocht. De afbeelding van de courtisane rechts beneden had hij gekopieerd van de omslag van het Franse tijdschrift Paris Illustré van 4 mei 1886. Boven het hoofd van Tanguy is een prent van de Fuji-vulkaan te zien, die de waardigheid en menselijkheid van Tanguy lijkt te symboliseren.
Het portret geeft een duidelijke progressie te zien in Van Goghs manier van werken. Voor het eerst past hij hier volledig de divisionistische methode van de neo-impressionisten toe: het naast elkaar zetten van stippeltjes en streepjes, waarmee de kleuren werden opgesplitst in hun componenten. Met deze methode creëerde hij een effect van grote intensiteit. Het toont de existentiële drang tot schilderen die hem in zijn greep hield.
Opvallend is ook Van Goghs aandacht voor de dieptewerking, die hij laat contrasteren met de tweedimensionale ruimte en 'platte' prenten op de achtergrond. Verder heeft hij opmerkelijk veel attentie voor kleurenharmonie en toont het portret hoe hij inmiddels was begonnen met kleurexperimenten (lichter, feller, rood tegen groen en oranje tegen blauw).
Het laatste portret uit eind 1887 is in feite een herschildering van het tweede. In dit portret valt vooral de verder toenemende invloed van het impressionisme op, via een lossere penseelvoering.

## Eigenaren
Van Gogh schonk zijn tweede portret aan Tanguy, mogelijk in ruil voor materialen. Tanguy overleed in 1894, vier jaar na Van Gogh. Zijn dochter verkocht het werk vervolgens aan Auguste Rodin en lange tijd bleef het in diens persoonlijke collectie. Thans is het werk te zien in het Musée Rodin te Parijs.
Het derde portret was aanvankelijk ook in het bezit van Tanguy, maar werd later verworven door de acteur Edward G. Robinson, die het op zijn beurt weer doorverkocht aan de Griekse reder Stavros Niarchos, in wiens nalatenschap het zich nog steeds bevindt. Het eerste portret is thans te zien in de Ny Carlsberg Glyptotek te Kopenhagen.
Van Gogh schreef na zijn vertrek uit Parijs aan zijn broer Theo: 'Wanneer ik oud genoeg ben word ik misschien net als père Tanguy. Maar wat weet ik over mijn toekomst. Het enige wat we kunnen weten is dat het impressionisme zal blijven'.

## Noot
1. ↑  Cf. K.H. Grimme: Impressionisme, blz. 44